# Vítězslav Houdek

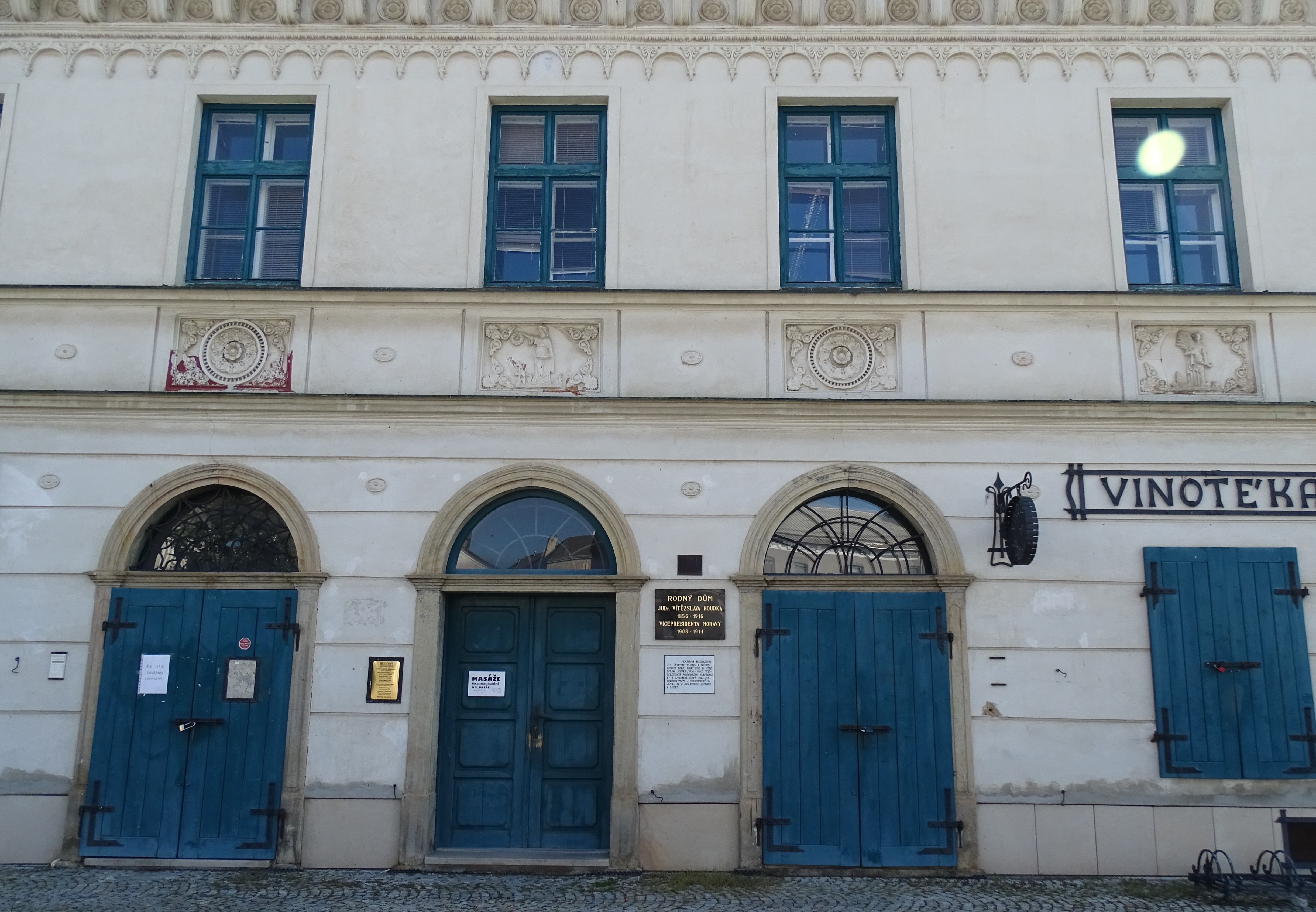
Rodný dům Vítězslava Houdka v Náměšti na Hané

JUDr. Vítězslav Houdek, křtěný Viktor, Johann (27. července 1856 Náměšť na Hané – 1. června 1916 Náměšť na Hané) byl český právník a spisovatel v oblasti moravské vlastivědy.

## život
Vítězslav Houdek vystudoval české gymnázium v Olomouci a poté Právnickou fakultu Univerzity Karlovy. Stal se státním úředníkem (1880), působil mj. na ministerstvu vnitra ve Vídni a na moravském místodržitelství (1908–1914), kde působil ve funkci náměstka moravského místodržitele. 1. prosince 1915 odešel pro nemoc do důchodu. V oblasti moravské vlastivědy zpracoval několik kulturněhistorických prací.

## Dílo
- O správě záležitostí školských, 1883 – soupis nejdůležitějších zákonných ustanovení a úředních nařízení o obecném školství na Moravě,
- O staroslovanských hradech, 1888 – pojednání o hradištích,
- Hanácký grunt, 1893,
- Hradní kaple Znojemská, 1899 – separát z Časopisu vlasteneckého muzejního spolku olomouckého,
- Miniatury Františkova musea, 1899 – separát ze sborníku Annales Musei Franciscei,
- Náhrobky Prusinovských z Víckova, Holešov 1914,
- O vývoji náhrobků moravských po stránce umělecké, 1915,
- Drobnomalby Moravských desk zemských, 1915,
- Moravské vývody erbovní, Brno 1917

V Časopise Matice moravské publikoval řadu článků sepisující nejdůležitější historické a umělecké památky na Moravě.

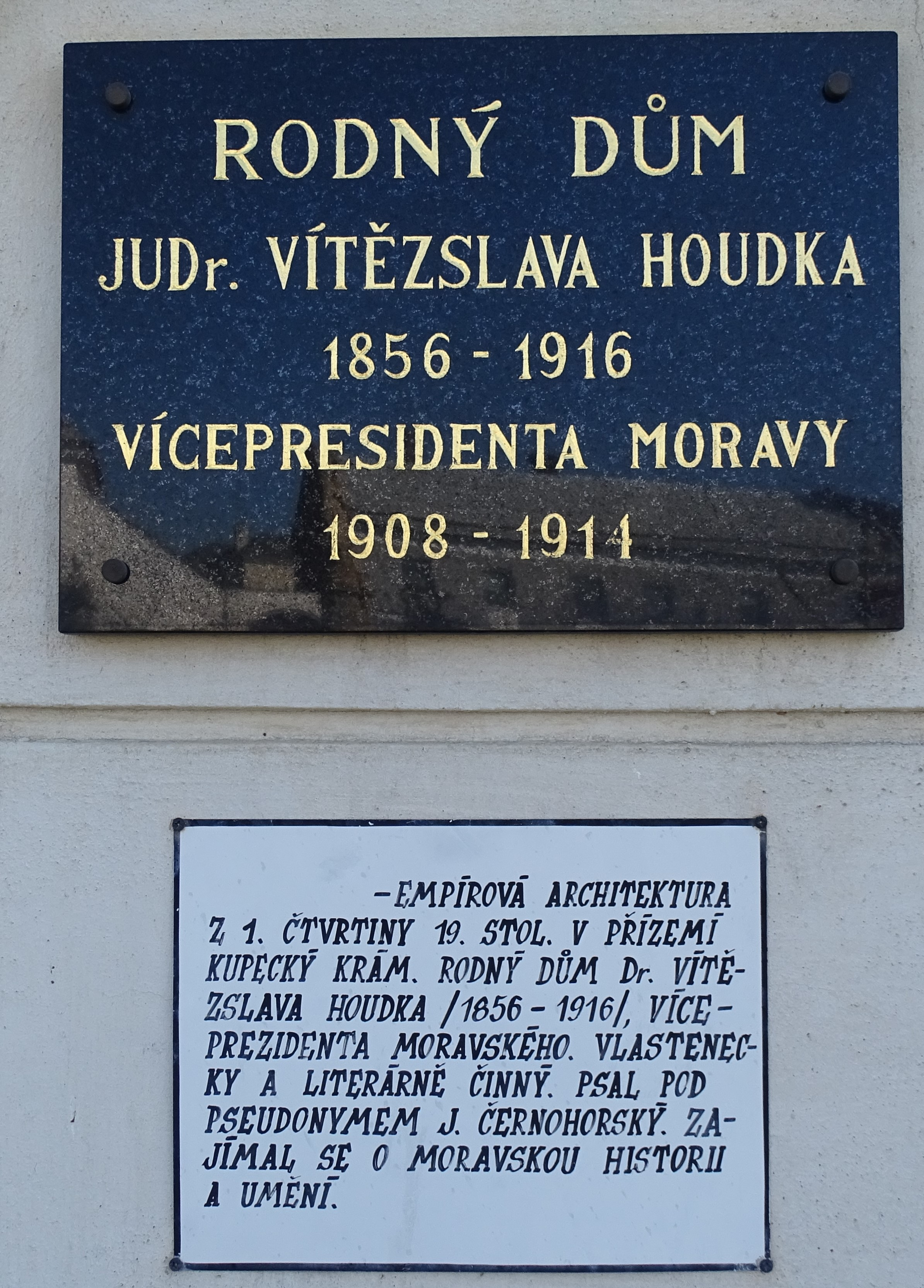
Pamětní deska na rodném domě